# Powers Lake (Dakota del Norte)
Powers Lake es una ciudad ubicada en el condado de Burke en el estado estadounidense de Dakota del Norte. En el censo de 2010 tenía una población de 280 habitantes y una densidad poblacional de 87,54 personas por km².

## Geografía
Powers Lake se encuentra ubicada en las coordenadas 48°33′49″N 102°38′36″O / 48.56361, -102.64333. Según la Oficina del Censo de los Estados Unidos, Powers Lake tiene una superficie total de 3.2 km², de la cual 2.56 km² corresponden a tierra firme y (19.84%) 0.63 km² es agua.

## Demografía
Según el censo de 2010, había 280 personas residiendo en Powers Lake. La densidad de población era de 87,54 hab./km². De los 280 habitantes, Powers Lake estaba compuesto por el 98.21% blancos, el 0% eran afroamericanos, el 1.07% eran amerindios, el 0.36% eran asiáticos, el 0% eran isleños del Pacífico, el 0% eran de otras razas y el 0.36% pertenecían a dos o más razas. Del total de la población el 1.07% eran hispanos o latinos de cualquier raza.